# Duiliu Zamfirescu
Duiliu Zamfirescu (n. 30 octombrie 1858, Plăginești, Râmnicu-Sărat, Principatele Unite, Țara Românească – d. 3 iunie 1922, Agapia, Neamț, România) a fost un scriitor și politician naționalist român, membru titular și vicepreședinte al Academiei Române. 
Ca om politic, a fost membru marcant al Partidului Poporului, fiind ministru de externe în guvernul condus de Alexandru Averescu, iar apoi Președintele Camerei Deputaților din România.

## Biografie

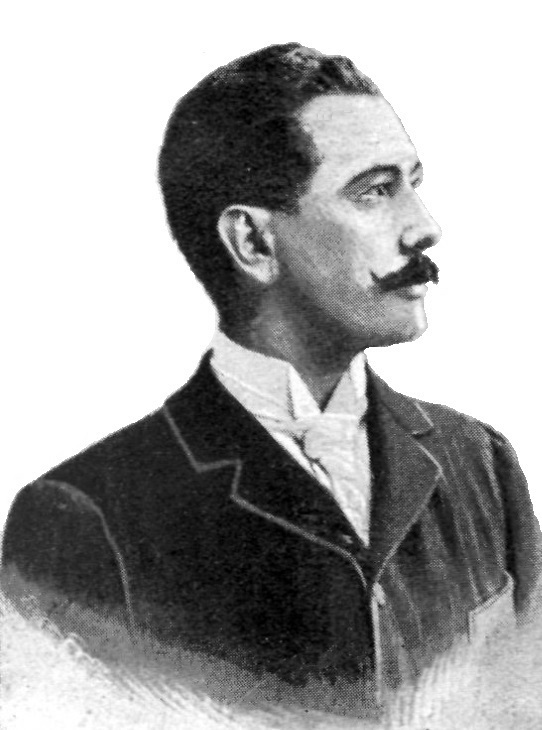
Duiliu Zamfirescu (fotografie din 1908)

Duiliu Zamfirescu s-a născut în anul 1858, în comuna Plăinești (azi Dumbrăveni). A fost fiul arendașului Lascăr Zamfirescu și al Sultanei (n. Mincu) și primul din cei șapte copii. Mama sa a fost sora arhitectului Ion Mincu.
Urmează clasele primare la Școala nr. 1 din Focșani și gimnaziu din 1869 pînă în 1873. Din 1873 continuă școala la București, absolvind Liceul „Matei Basarab”.  Urmează Facultatea de Drept (licențiat în 1880), unde leagă o strânsă prietenie cu Duiliu Ioanin-Romanov, viitor magistrat.
Este numit procuror supleant la tribunalul din Hârșova iar în 1881 procuror la Târgoviște, apoi avocat și redactor, din 1882, la România liberă, unde publică sub pseudonimul Don Padil. În 1885, intră prin concurs, funcționar (atașat de legație clasa I) la Ministerul Afacerilor Străine, iar după trei ani, îmbrățișând cariera diplomatică, este secretar de legație la Roma până în 1906, cunoscând perfect italiana. Se căsătorește acolo, în 1890 cu Henriette Allievi, fiica senatorului Antonio Allievi și are trei copii (Henrietta, Lascăr și Alexandru), născuți și crescuți în Italia celor 18 ani de stagiu diplomatic.
În 1906, revine în țară și este secretar general la Ministerul Afacerilor Străine, iar în 1909, reprezentantul României în Comisia Europeană a Dunării, cu grad de ministru plenipotențiar. Se retrage adesea în vila sa de la Odobești. Via și conacul unde se retrăgea erau în comuna Faraoanele, în apropiere de Odobești. Casa există și astăzi, fiind Casă Memorială. După război, a fost ministru de externe în Guvernul Averescu (13 martie - 13 iunie 1920). În domeniul politicii externe, a susținut încă înainte de a deveni ministru, crearea unui stat ucrainean : "Creațiunea unui stat ucrainean este o dogmă de politică  externă românească. Orice s-ar întâmpla, în viitor, între ucraineni și noi, vom suporta izbitura  lor, - pe când nu vom suporta pe a Rusiei reconstituite."
Duiliu Zamfirescu a activat o vreme, în anul 1918 în Basarabia , fiind numit comisar general al guvernului român în Basarabia, după Unirea proclamată de Sfatul Țării la 27 martie 1918 și a activat până în iunie 1918, când această funcție a fost desființată și, în locul ei, a fost instituită funcția de guvernator militar al Basarabiei. Observațiile sale privind starea de lucruri din Basarabia au fost publicate în  săptămânalul Indreptarea literară din Iași, publicație sub direcția lui Duiliu Zamfirescu.
S-a stins din viață la 3 iunie 1922, la Agapia. Scriitorul este înmormântat în Cimitirul Sudic din Focșani.

## In memoriam
- Liceul Teoretic „Duiliu Zamfirescu” din Odobesti[6]
- Biblioteca Județeană „Duiliu Zamfirescu” Vrancea din Focșani
- Liceul Tehnologic ,,Duiliu Zamfirescu" Dragalina/Călărași

## Creație
A scris versuri, proză scurtă, piese de teatru, dar cea mai importantă contribuție a sa la literatura română o reprezintă romanele sale din Ciclul Comăneștenilor (Viața la țară, Tănase Scatiu, În război, Îndreptări și Anna). Acestea se constituie în primul ciclu din literatura română, asemănător ciclului Les Rougon-Macquart al lui Emile Zola. Cele cinci volume au fost scrise departe de țară, la Roma, când autorul lucra la legația română din Italia.  La acestea se adaugă primul roman epistolar din literatura noastră, Lydda. Prin intermediul familiei Comăneșteanu, reprezentantă a vechii boierimi, opusă parveniților de teapa odiosului personaj Tănase Scatiu, romancierul ne oferă imaginea complexă a societății românești de la finele veacului al XIX-lea.
A debutat cu un ciclu de poezii în 1877, în revista Ghimpele în care apar câteva poezii semnate D. L. Zamfirescu. Adevăratul debut se produce în 1880, în Literatorul, când Al. Macedonski va saluta, în autorul poemei romantice Levante și Kalavryta un talent „suav, dulce și puternic”.
Influențat de poezia romantică franceză, dar și a lui Bolintineanu și Macedonski, a publicat o colecție de poezii Fără titlu (1883).
Printre scriitorii români, a fost primul care a introdus romanul cronică în literatura națională, creând o panoramă largă patriarhală a vieții societății românești la sfârșitul secolului al XIX-lea.
Aspirațiile umaniste și democratice ale scriitorului și-au găsit expresia în proza sa: trilogia Viața la țară (1894), Tanase Scatiu (1895), În război (1898), care a marcat cea mai importantă etapă a dezvoltării prozei românești, a dezvăluit dezintegrarea familiei boierești și a denunțat satiric tipul de om de afaceri în curs de dezvoltare.
În Viața la țară este înfățișată clasa boierească prin câteva familii "care s-au strecurat prin negura fanariotă". În acest roman Comăneștenii sunt prea boieri, prea deținători ai tuturor însușirilor umane, față de o clasă nouă simbolizată în bețiva coană Profiră.
Tănase Scatiu prezintă un arendaș mojic, un parvenit obscur, brutal, fără scrupule, profitor ahtiat după avere, care reușește să obțină mâna Tincuței și averea grevată de datorii a boierului Dinu Murguleț.
În război este un roman al „regenerării”, al purificării neamului și conștiințelor. Boierii „de viță”, Comăneșteni și Milești, înfrățiți cu țăranii în același avânt, pornesc la luptă și-și varsă sângele pentru independența țării.
Îndreptări este un roman de final al ciclului Comăneștenilor. Urmașul Comăneștenilor, al boierimii din țara liberă, se căsătorește cu Porția, fiica preotului ardelean Moise Lupu, în scopul împrospătării vechiului sânge boieresc. Romanul este plin de artificiozități, de discursuri anoste și polemici interminabile, de teorii pedante, ca de exemplu aceea antropologică a tipurilor brahicefal și dolicocefal, pe care scriitorul o va relua cu totul neinspirat în discursul său de recepție la Academie din mai 1909.

Lucrările lui Zamfirescu despre problemele perfecțiunii versului, completitudinea plastică a imaginilor, stăpânirea schițelor peisajului sunt cunoscute, între altele, Alte orizonturi (1894), Imnuri păgâne (1897), New verses (1899).

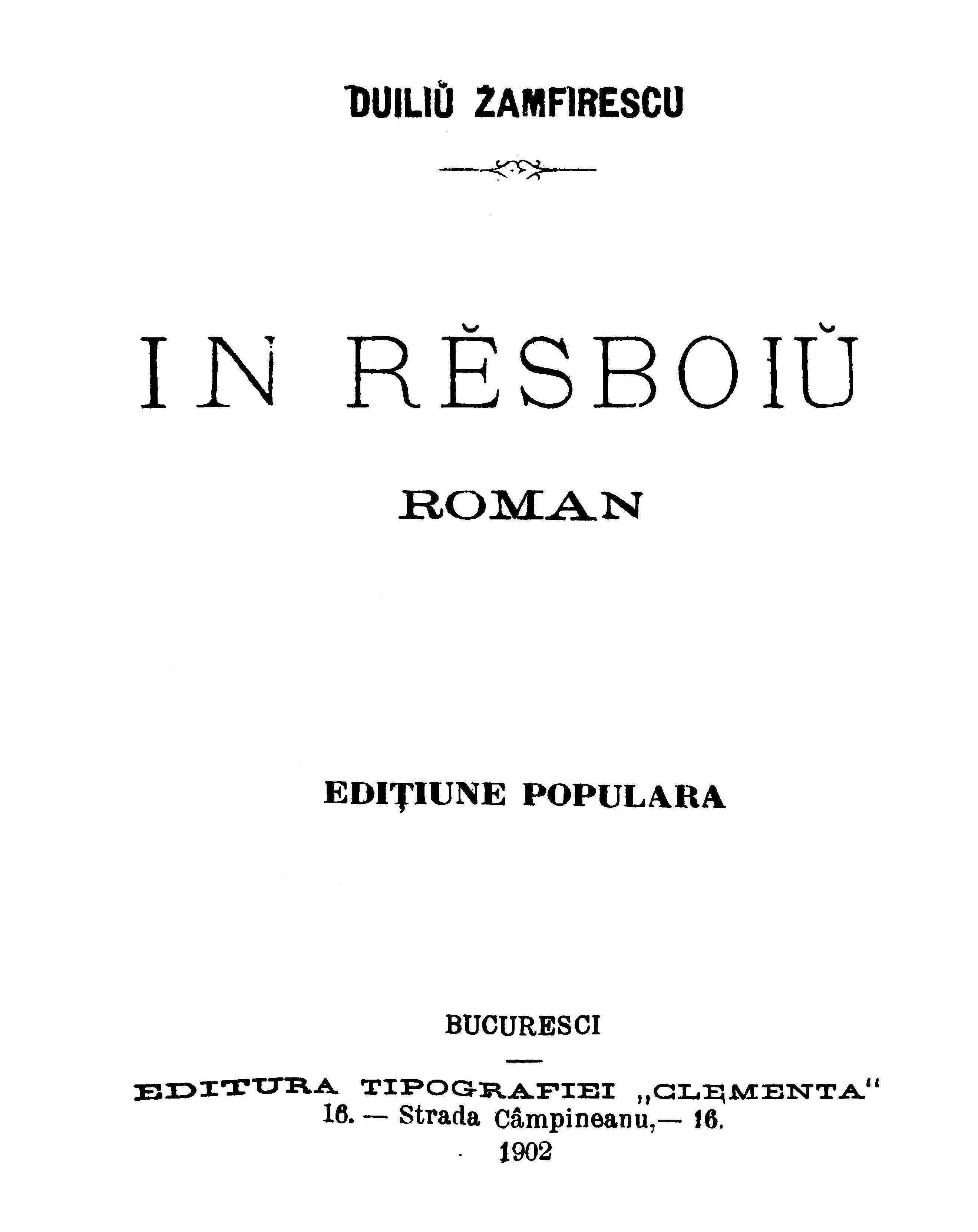
Roman In Rĕsboiŭ
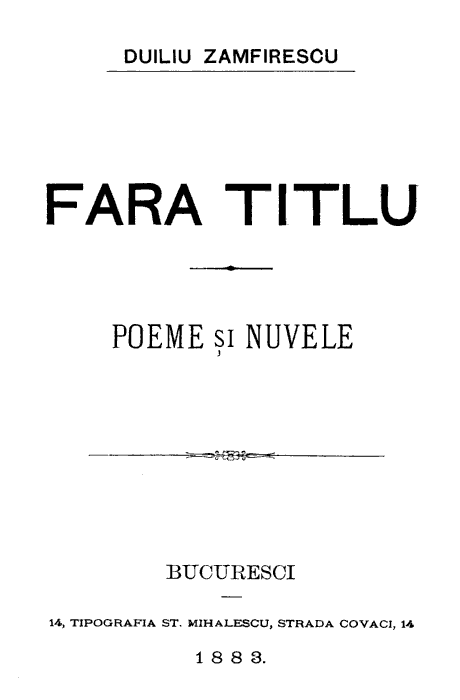
Prima pagină din Fără titlu, poeme și nuvele, 1883
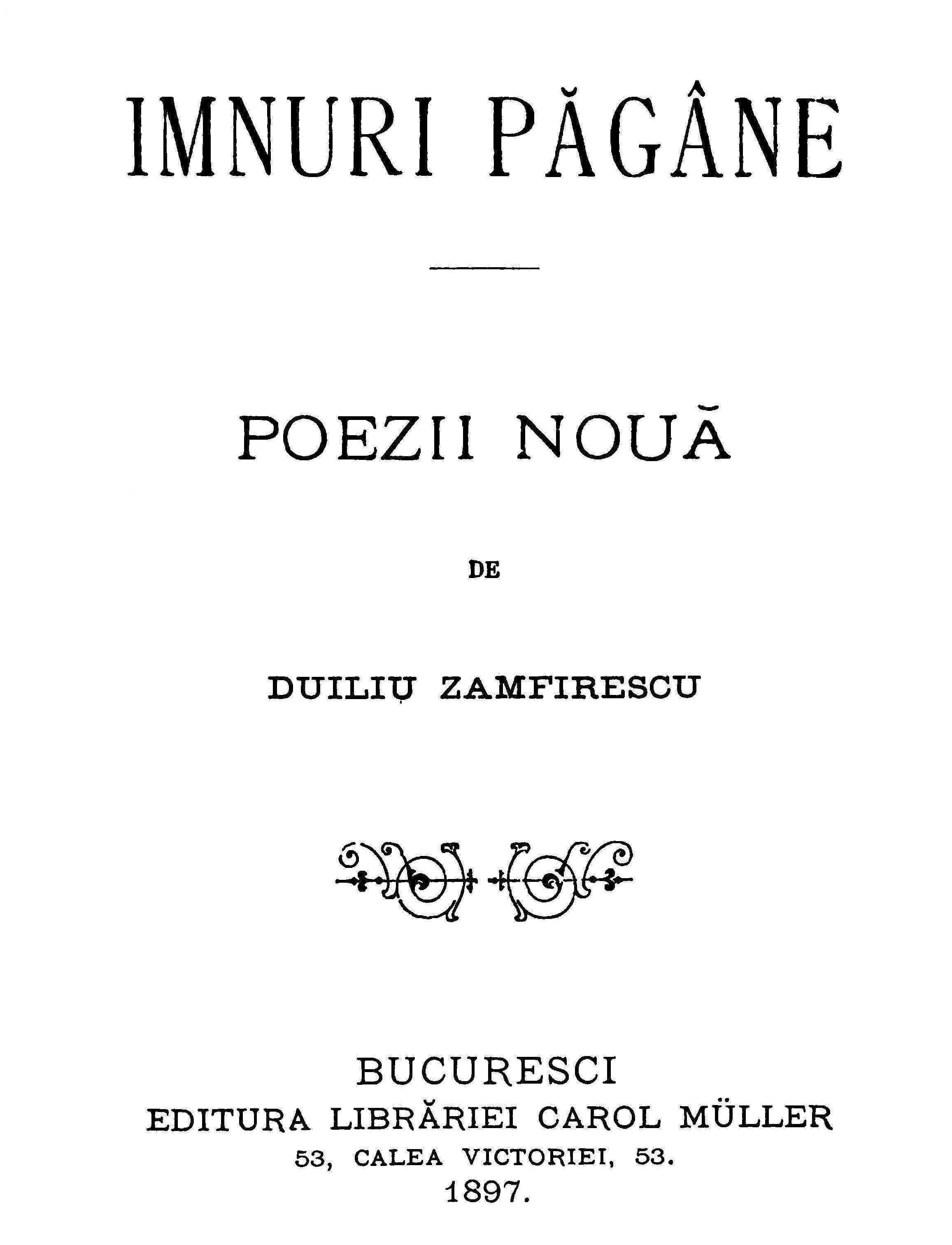
Prima pagină din Imnuri păgâne, poezii nouă, 1897
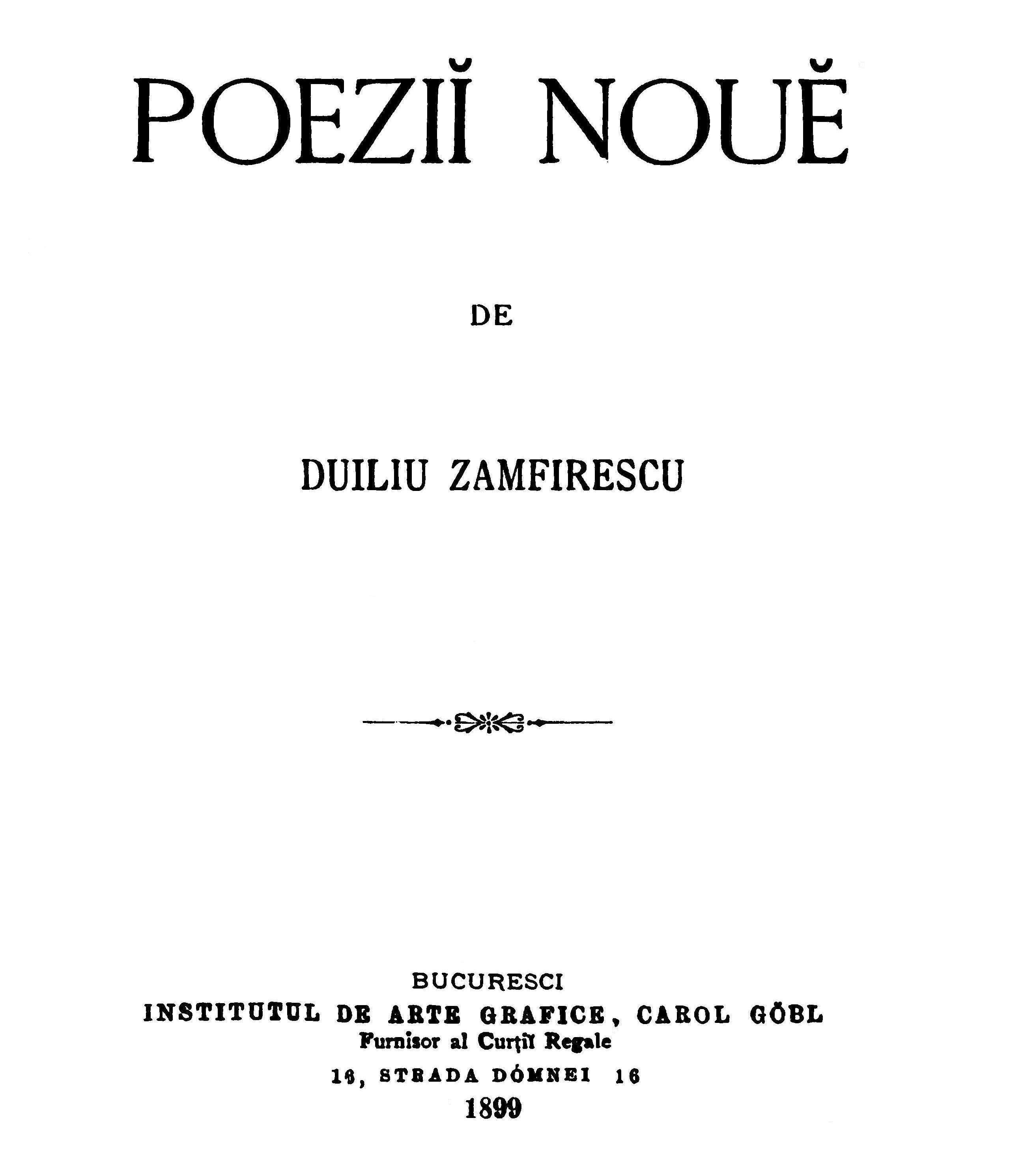
Prima pagină din Poezii nouă, 1899